# USS Robert Brazier (DE-345)
USS Robert Brazier (DE-345) là một tàu hộ tống khu trục lớp John C. Butler từng phục vụ cùng Hải quân Hoa Kỳ trong Chiến tranh Thế giới thứ hai. Nó là chiếc tàu chiến duy nhất của Hải quân Hoa Kỳ được đặt cái tên này, theo tên hạ sĩ quan Robert Boyd Brazier (1916–1942), người từng phục vụ như xạ thủ/điện báo viên cùng Liên đội Ném ngư lôi VT-3 trên tàu sân bay Yorktown (CV-5), đã tử trận trong trận Midway vào ngày 4 tháng 6, 1942 và được truy tặng Huân chương Chữ thập bay Dũng cảm. Nó đã phục vụ trong suốt Thế chiến II, được cho ngừng hoạt động sau khi xung đột chấm dứt, rồi cuối cùng bị đánh chìm như một mục tiêu ngoài khơi California vào năm 1969. Robert Brazier được tặng thưởng một Ngôi sao Chiến trận do thành tích phục vụ trong Thế Chiến II.

## Thiết kế và chế tạo
Lớp John C. Butler được thiết kế nhằm đáp ứng nhu cầu một số lượng lớn nhưng rẻ tiền của một kiểu tàu hộ tống chống tàu ngầm để hộ tống các đoàn tàu vận tải vượt đại dương. Chúng có chiều dài chung 306 foot (93,3 m), mạn tàu rộng 36 foot 10 inch (11,2 m) và mớn nước 13 foot 4 inch (4,1 m), trọng lượng choán nước tiêu chuẩn 1.350 tấn Anh (1.372 t), và lên đến 1.745 tấn Anh (1.773 t) khi đầy tải, với một thủy thủ đoàn bao gồm 14 sĩ quan và 201 thủy thủ. Con tàu được vận hành bởi hai turbine hơi nước hộp số Westinghouse; hơi nước được cung cấp bởi hai nồi hơi "D" Express, tạo ra công suất 12.000 mã lực càng (8.900 kW) và cho phép đạt được tốc độ tối đa 24 hải lý trên giờ (44 km/h; 28 mph). Nó có tầm hoạt động 6.000 hải lý (11.000 km; 6.900 mi) ở tốc độ đường trường 12 hải lý trên giờ (22 km/h; 14 mph).
Dàn vũ khí chính bao gồm hai tháp pháo 5-inch/38 caliber đa dụng nòng đơn, được dẫn đường bởi hệ thống điều khiển hỏa lực Mark 51; vũ khí phòng không gồm hai khẩu đội Bofors 40 mm L/60 nòng đôi và mười khẩu Oerlikon 20 mm nòng đơn cũng được dẫn đường bởi hệ thống Mark 51. Ngoài ba ống phóng ngư lôi 21 inch (533 mm), vũ khí chống ngầm bao gồm hai đường ray thả mìn sâu, tám máy phóng mìn sâu K-gun cùng một dàn súng cối chống ngầm Hedgehog. Con tàu được trang bị sonar kiểu QC, radar dò tìm mặt biển SL và radar dò tìm không trung SA.
Robert Brazier được đặt lườn tại xưởng tàu của hãng Consolidated Steel Corporation ở Orange, Texas vào ngày 16 tháng 11, 1943. Nó được hạ thủy vào ngày 22 tháng 1, 1944, được đỡ đầu bởi bà Celia Brazier, mẹ của hạ sĩ quan Brazier, và được cho nhập biên chế cùng Hải quân Hoa Kỳ vào ngày 18 tháng 5, 1944 dưới quyền chỉ huy của Hạm trưởng, Thiếu tá Hải quân Donald Dow Snyder Jr.

## Lịch sử hoạt động

### Mặt trận Đại Tây Dương
Sau khi hoàn tất việc chạy thử máy huấn luyện tại khu vực Bermuda, Robert Brazier đi đến New York vào ngày 19 tháng 8, 1944, rồi sang ngày hôm sau đã lên đường hộ tống một đoàn tàu vận tải đi Norfolk, Virginia. Trong một tuần lễ tiếp theo nó phục vụ như tàu huấn luyện cho Trường Huấn luyện Khu trục, và tiến hành thử nghiệm cùng Văn phòng Đạn dược trước khi trở thành soái hạm của Đội hộ tống 76, một vai trò nó tiếp tục đảm nhiệm cho đến hết chiến tranh. Từ ngày 27 tháng 8 đến ngày 7 tháng 9, nó tham gia vào việc truy lùng một tàu ngầm U-boat Đức được báo cáo đang hoạt động tại vùng bờ Đông, nhưng không có kết quả. Sau đó nó gia nhập Lực lượng Đặc nhiệm 69 để hộ tống một đoàn tàu vận tải vượt Đại Tây Dương sang Ý. Hoàn tất chuyến đi tại New York vào ngày 23 tháng 10, nó lại lên đường vào ngày 10 tháng 11 do được điều động sang Mặt trận Thái Bình Dương.

### Mặt trận Thái Bình Dương
Đi đến Seeadler Harbor tại đảo Manus thuộc quần đảo Admiralty vào ngày 21 tháng 12, Robert Brazier lên đường năm ngày sau đó để đi Hollandia, New Guinea, nơi nó hộ tống các tàu chở dầu hướng sang quần đảo Philippine, đi đến vịnh Leyte vào ngày 6 tháng 1, 1945. Nó tiếp tục vai trò hộ tống vận tải, đi lại giữa các khu vực Leyte, Kossol Roads và Hollandia cho đến ngày 19 tháng 2. Nó lên đường đi Mindoro để làm nhiệm vụ cùng lực lượng phòng vệ tại chỗ, và trong hai tuần lễ tiếp theo đã tuần tra tại lối ra vào vịnh Mangarin và các tuyến đường thủy đi sang vịnh Subic. Từ ngày 6 tháng 3, nó quay trở lại vai trò hộ tống vận tải đại dương.
Được điều sang Lực lượng Đổ bộ thuộc Đệ Thất hạm đội vào cuối tháng 4, Robert Brazier khởi hành từ Leyte vào ngày 29 tháng 4 để đi Panay, và ở lại Iloilo cho đến ngày 4 tháng 5. Con tàu quay trở lại Leyte để chuẩn bị cho cuộc đổ bộ lên Mindanao, và đến ngày 10 tháng 5 đã bảo vệ phía biển cho cuộc đổ bộ tại vịnh Macajalar. Từ ngày đến ngày 11 đến ngày 13 tháng 5, nó hoạt động tuần tra trong vịnh, rồi sang ngày 14 tháng 5 đã rời Mindanao để đi đến Cebu, nơi nó hộ tống các đoàn tàu tiếp liệu đi đến các bãi đổ bộ, rồi ở lại khu vực vịnh Maeajalar cho đến ngày 9 tháng 8. Con tàu đang neo đậu tại vịnh Subic khi Nhật Bản chấp nhận đầu hàng vào ngày 15 tháng 8, giúp chấm dứt vĩnh viễn cuộc xung đột.
Trong giai đoạn cuối tháng 8 và đầu tháng 9, Robert Brazier hộ tống cho tàu bè đi lại giữa vịnh Subic và Okinawa. Nó đã đi đến vịnh Tokyo vào các ngày 21 và 22 tháng 9 trước khi quay trở lại Luzon vào ngày 27 tháng 9, và tiếp tục hoạt động tại vùng biển Philippines trong một tháng tiếp theo. Con tàu lên đường vào ngày 28 tháng 11 để quay trở về Hoa Kỳ, về đến San Pedro, Los Angeles vào ngày 17 tháng 12.
Robert Brazier được chuyển đến San Diego, California để chuẩn bị ngừng hoạt động. Nó được cho xuất biên chế vào ngày 16 tháng 9, 1946 và được đưa về Hạm đội Dự bị Thái Bình Dương, thoạt tiên neo đậu tại San Diego, California, rồi được chuyển đến Bremerton, Washington, nhưng không bao giờ hoạt động trở lại. Tên nó được cho rút khỏi danh sách Đăng bạ Hải quân vào ngày 1 tháng 1, 1968, và con tàu cuối cùng bị loại bỏ như một mục tiêu, khi bị đánh chìm tại bờ biển California vào ngày 9 tháng 1, 1969.

## Phần thưởng
Robert Brazier được tặng thưởng một Ngôi sao Chiến trận do thành tích phục vụ trong Thế Chiến II.
| Bronze star |  |  |
|             |  |  |

| Huân chương Chiến dịch Hoa Kỳ                      | Huân chương Chiến dịch Hoa Kỳ        | Huân chương Chiến dịch Châu Á-Thái Bình Dương với 1 Ngôi sao Chiến trận | Huân chương Chiến dịch Châu Á-Thái Bình Dương với 1 Ngôi sao Chiến trận |
| Huân chương Chiến dịch Châu Âu-Châu Phi-Trung Đông | Huân chương Chiến thắng Thế Chiến II | Huân chương Chiến thắng Thế Chiến II                                    | Huân chương Giải phóng Philippine                                       |